# アウディ・A5
A5 （Audi A5）は、ドイツの自動車メーカー、アウディが製造・販売するセダン型およびステーションワゴン型の乗用車（Dセグメント）である。かつてはハッチバック型やクーペ型とカブリオレ型も用意されていた。

## 初代（2007年 - 2017年）8T/8F系
4代目A4（B8型）からの派生車種である。ドイツ南部・インゴルシュタットの工場で生産されるモデルの一つである。
アウディ・80をベースとしたアウディ・クーペが絶版となった1996年以降、11年振りの4シータークーペとして2007年にデビューした。スタイリングは2003年のジュネーブショーに出品された「アウディ・ヌヴォラーリ」に近く、そのデザインは、イタリア人デザイナー・ワルテル・デ・シルヴァ（Walter de'Silva）、もしくは日本人デザイナー・和田智による作品とされる。
8個のLED（発光ダイオード）で構成されるポジショニングランプには、R8と同様の技術が反映されている。ナビゲーション、オーディオ、車両機能セッティング等が集中操作できるMMI（マルチメディアインターフェイス）には、地上デジタル放送対応フルセグチューナーが内蔵される。さらに、iPod等の携帯オーディオプレーヤーとの接続を可能にする、アウディミュージック インターフェース（AMI）も装備する。トランク容量は455ℓを確保する。
エンジンは全4種類が設定される。ガソリンエンジンが1.8L 直列4気筒DOHCターボ「1.8 TFSI」と3.2L V型6気筒DOHCターボ「3.2 FSI」の2種類、ディーゼルエンジンが2.7L V型6気筒DOHCターボ「2.7 TDI」と3.0L V型6気筒DOHCターボ「3.0 TDI」の2種類となる。これらのエンジンは、従来どおり縦置きに搭載されるが、その位置はA4（B8）に対し約100mm後方に移動され、重量配分の改善が計られている。新たに設計されたプラットフォームは「MDS」と呼ばれ、A4（B8）と共通である。
トランスミッションは、6速MTと7速Sトロニック（DCT）、マルチトロニック（CVT）が搭載される。クワトロ（フルタイム4WD）システムは最新世代で、通常のトルク配分がフロント40%、リヤ60%となった。また、ランニングギアも完全に新開発された。
エンジン、トランスミッション、ステアリング、サスペンションの作動特性をスイッチで選択できる「アウディドライブセレクト」、および可変ステアリングギア比を備える「アウディダイナミック ステアリング」を装備する。
高性能モデルである「S5 クーペ」は、最高出力260kW（354ps）、最大トルク440Nm（44.9kgm）を発生する4.2L V型8気筒DOHCターボエンジンに、6速MTが組み合わされる。スポーツチューンされたアルミニウム製高性能サスペンションを搭載する。
2008年度グッドデザイン賞を受賞している。
2009年、2ドアクーペの派生車種として、2ドアオープンカー「A5 カブリオレ」と、5ドアファストバックの「A5 スポーツバック」が追加された。
カブリオレは、電動開閉式ソフトトップを組み合わせたフル4シーターモデルである。ボディ設計を根本から見直し、軽量かつ強靭な専用オープンボディを採用する。高張力鋼板の多用による堅牢なボディと、強化Aピラーやポップアップ式ロールオーバーバーなどの安全装備を組み合わせる。ポップアップ式ロールオーバーバーは、車体の横転の可能性を検知した際、0.25秒以内にリヤシート後方に備えられたロールオーバーバーが飛び出し、高強度のAピラーとの間で生存空間を確保する。さらに、表面に特殊な加工を施すことで、直射日光による温度上昇を抑えるシート、前席の乗降性を高めるシートベルトフィーダーなども装備する。トランク容量はクローズド時に380ℓ、オープン時に320ℓを確保する。2013年に大相撲本場所の優勝パレードカーとして使用されたほか、2015年からは千葉マリンスタジアム（QVCマリンフィールド）のリリーフカーとしても使用された。
スポーツバックは、 2分割式のカバーが備わる大面積のリヤゲートを備える。トランク容量は通常時に480ℓ、リヤシートを倒すと980ℓを確保する。

### 日本での販売
2008年2月21日、A5およびS5を発売開始。A5は3.2L V6に6速AT（ティプトロニック）を組み合わせる「3.2 FSI クワトロ」が設定され、右ハンドルのみの設定となる。S5は4.2L V8エンジンに6速ATを組み合わせ、左/右ハンドルが選択できる。販売のターゲットは「年収1,500万円以上の富裕層」であり、年間販売台数の目標は700台であるとされた。
2009年4月22日、A5に、2.0L 直列4気筒DOHCターボに7速DCT（Sトロニック）を搭載する「2.0 TFSI クワトロ」が追加された。アウディホールドアシストを装備し、右ハンドルのみの設定となる。
同年7月13日、A5 カブリオレを発表（同年8月25日より発売開始）。グレードは「3.2 FSI クワトロ」がラインアップされる。ただし、クーペとは異なり7速DCTが搭載される。右ハンドルのみの設定となる。なお、前身にあたる車種としてA4 カブリオレがあったが、日本ではモデルサイクル途中の2006年に廃止されていた。
同年8月25日、仕様変更。A5の2010年モデルより、小型ドアミラーとLEDリアコンビネーションランプが採用された。また、アウディサイドアシストがアダプティブクルーズコントロールとのセットオプションで設定された。
同年12月22日、仕様変更。A5/S5 クーペに、VICS3メディアに対応し、高精細7.0インチワイドVGAタイプのモニターを組み合わせた、最新世代のHDDナビゲーションシステム「MMI」を標準装備とした。
2010年1月13日、A5 スポーツバックを発表。グレードは「2.0 TFSI クワトロ」のみが設定される。右ハンドルのみの設定となる。併せて、特別仕様車「エクスクルーシブ リミテッド」を、全国限定20台で発売。「スズカグレーメタリック」のスペシャルペイントが施されるほか、ブラックとアラバスターホワイトとのコントラストが特徴的な「エクスクルーシブライン」レザーシート、S-lineエクステリアパッケージ、20スポークデザインアルミホイール、バング＆オルフセンサウンドシステムなどを装備する。
同年8月18日、仕様変更。クーペの「2.0 TFSI クワトロ」に、クルーズコントロールやAPS（アウディパーキングシステム）が標準装備された。さらに、トランスミッションが6速ATから7速DCTに換装された。併せて「3.2 FSI クワトロ」が廃止され、1グレード展開となった。
同年9月13日、S5 カブリオレを発表。クーペとは異なり、スーパーチャージャー付3.0L V型6気筒DOHCターボ「3.0 TFSI」に7速DCTを組み合わせ、左/右ハンドルが選択できる。なおカブリオレは従来の「3.2 FSI クワトロ」が廃止され、「2.0 TFSI クワトロ」に置き換わった。
2012年1月11日、マイナーチェンジを実施。ヘッドライトやテールランプ、シングルフレームグリルのデザインが変更されたほか、新デザインのステアリングホイールが採用された。パワートレインに変更はない。また、これまでクーペとカブリオレのみに設定されていたS5にスポーツバックが追加された（S5 スポーツバック）。

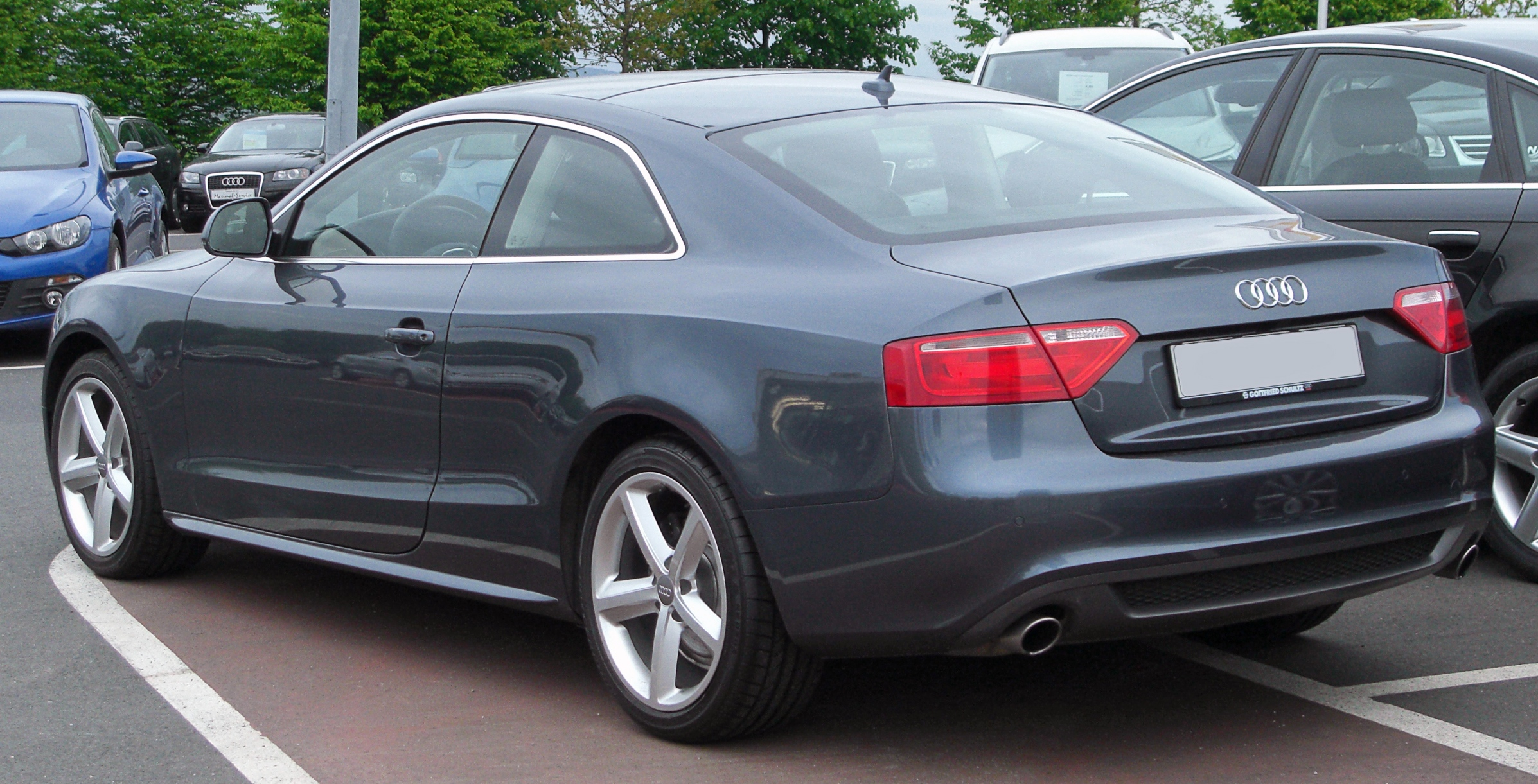
A5 クーペ（前期型）
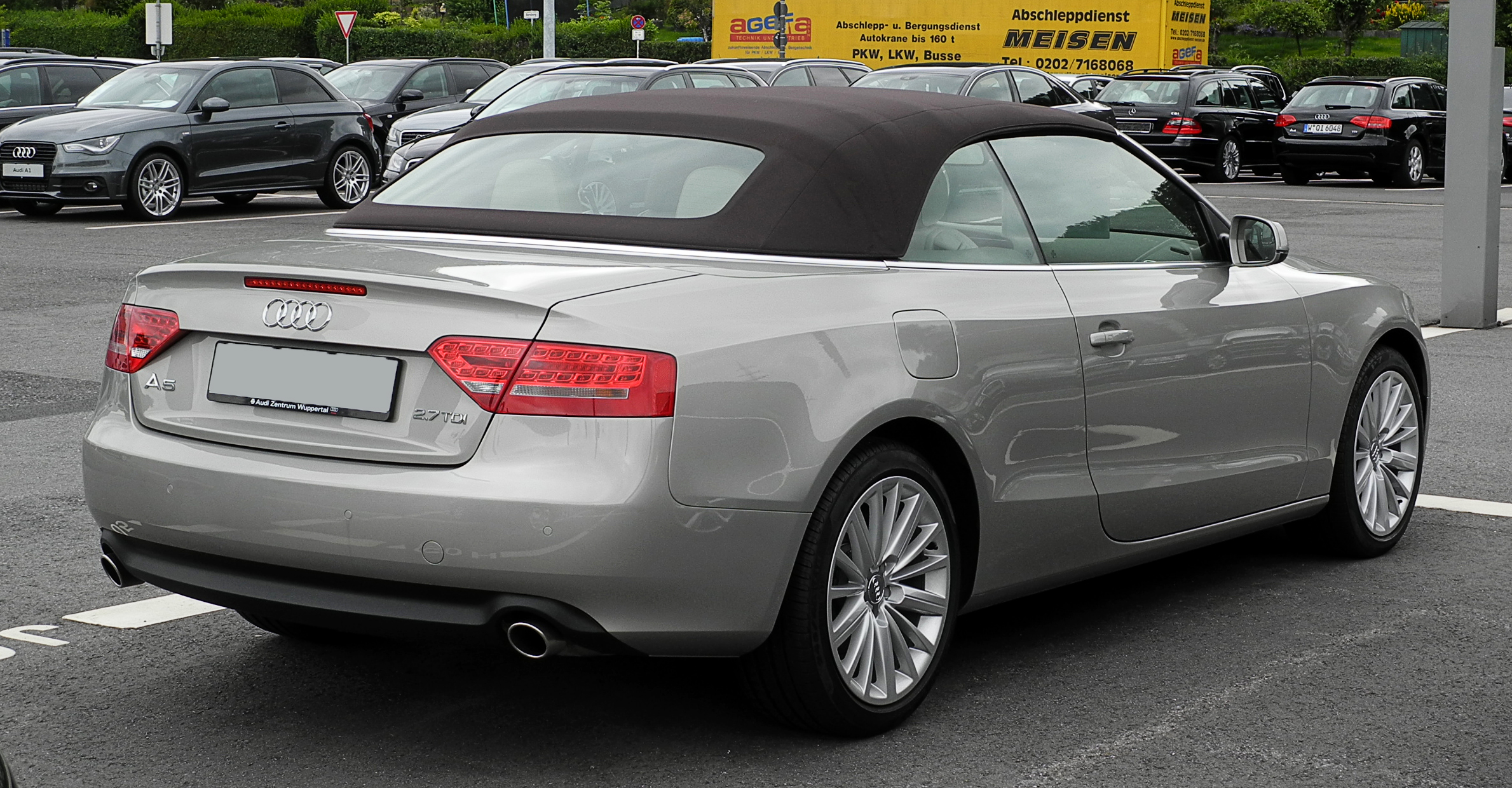
A5 カブリオレ（前期型）
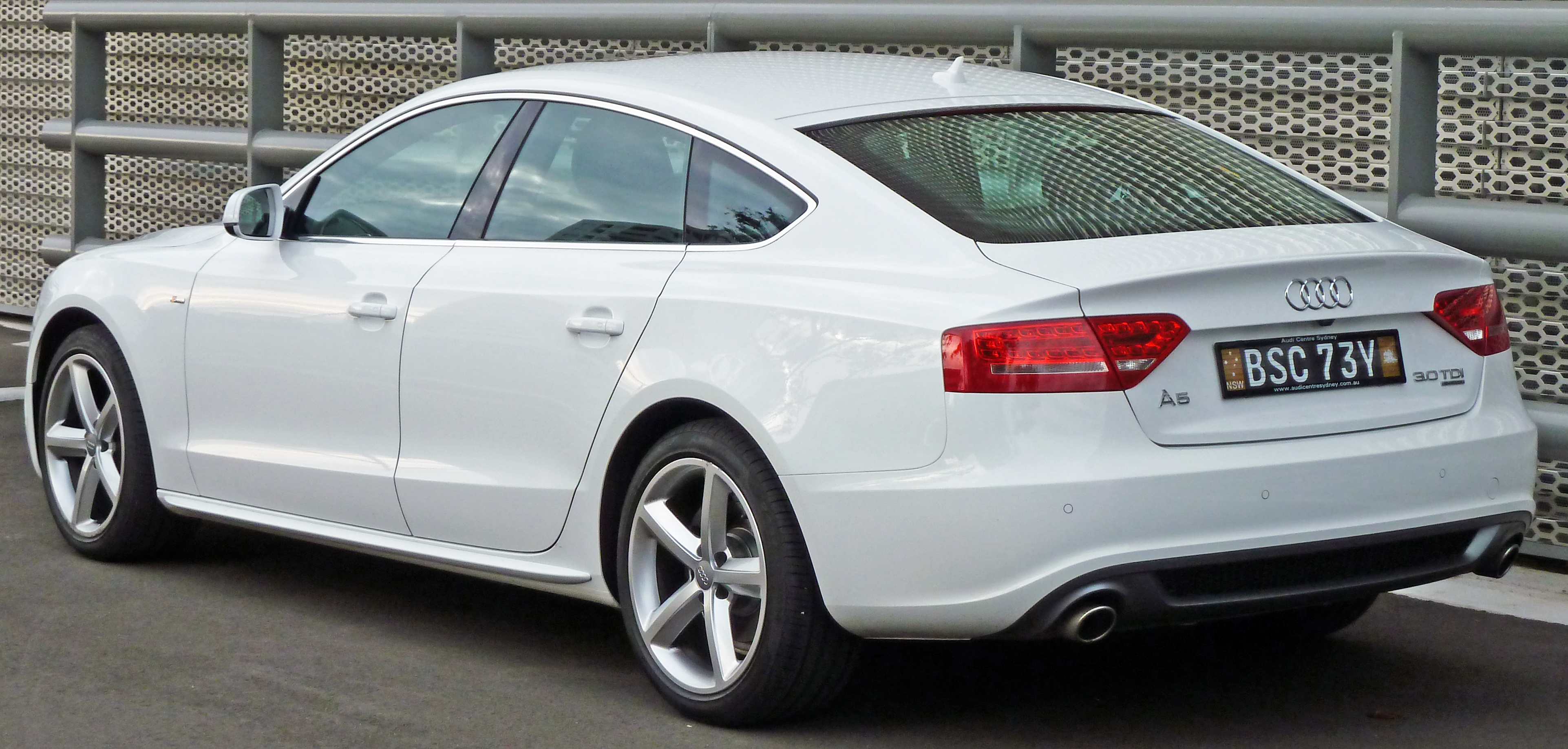
A5 スポーツバック（前期型）
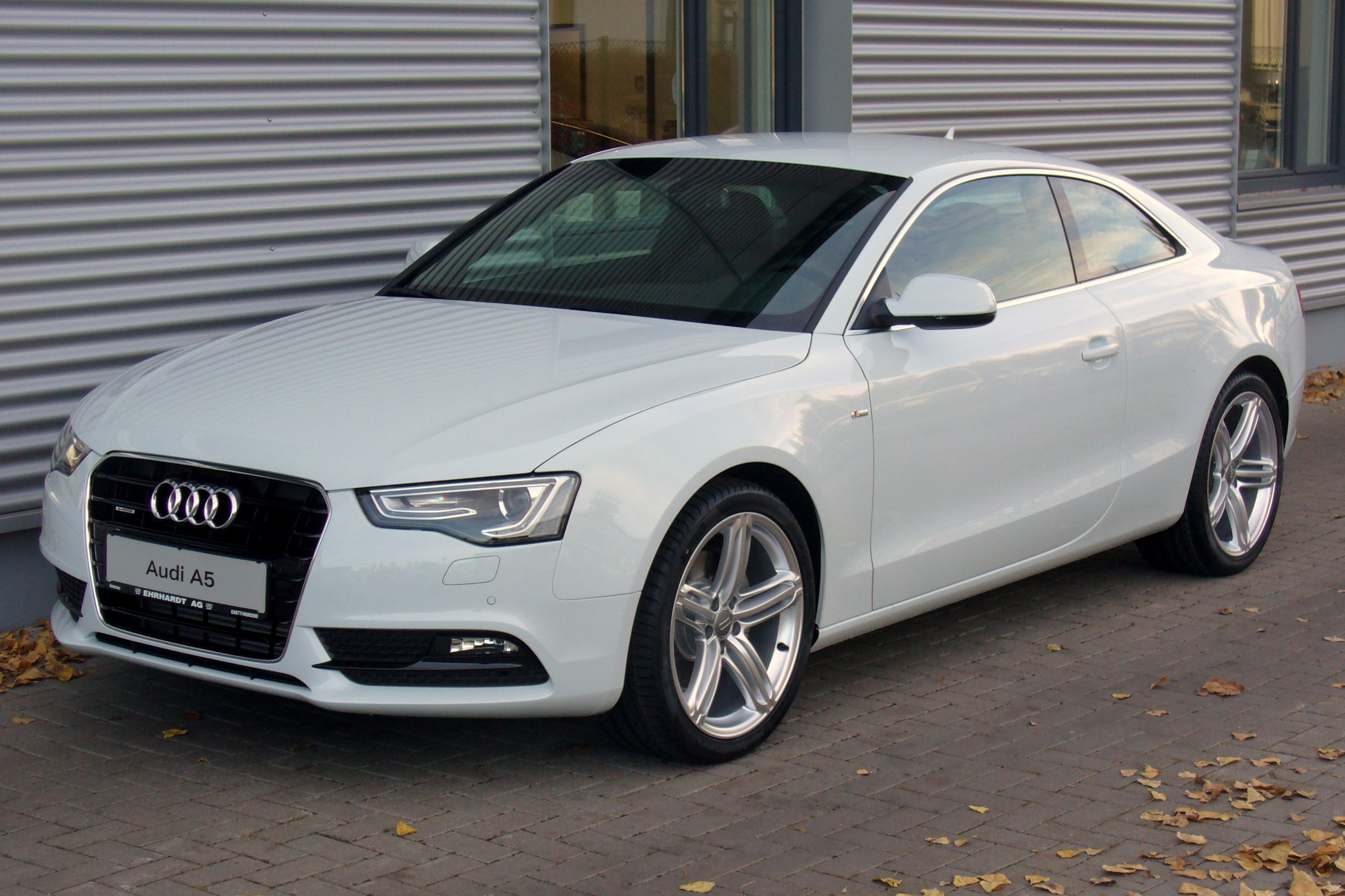
A5 クーペ（後期型）
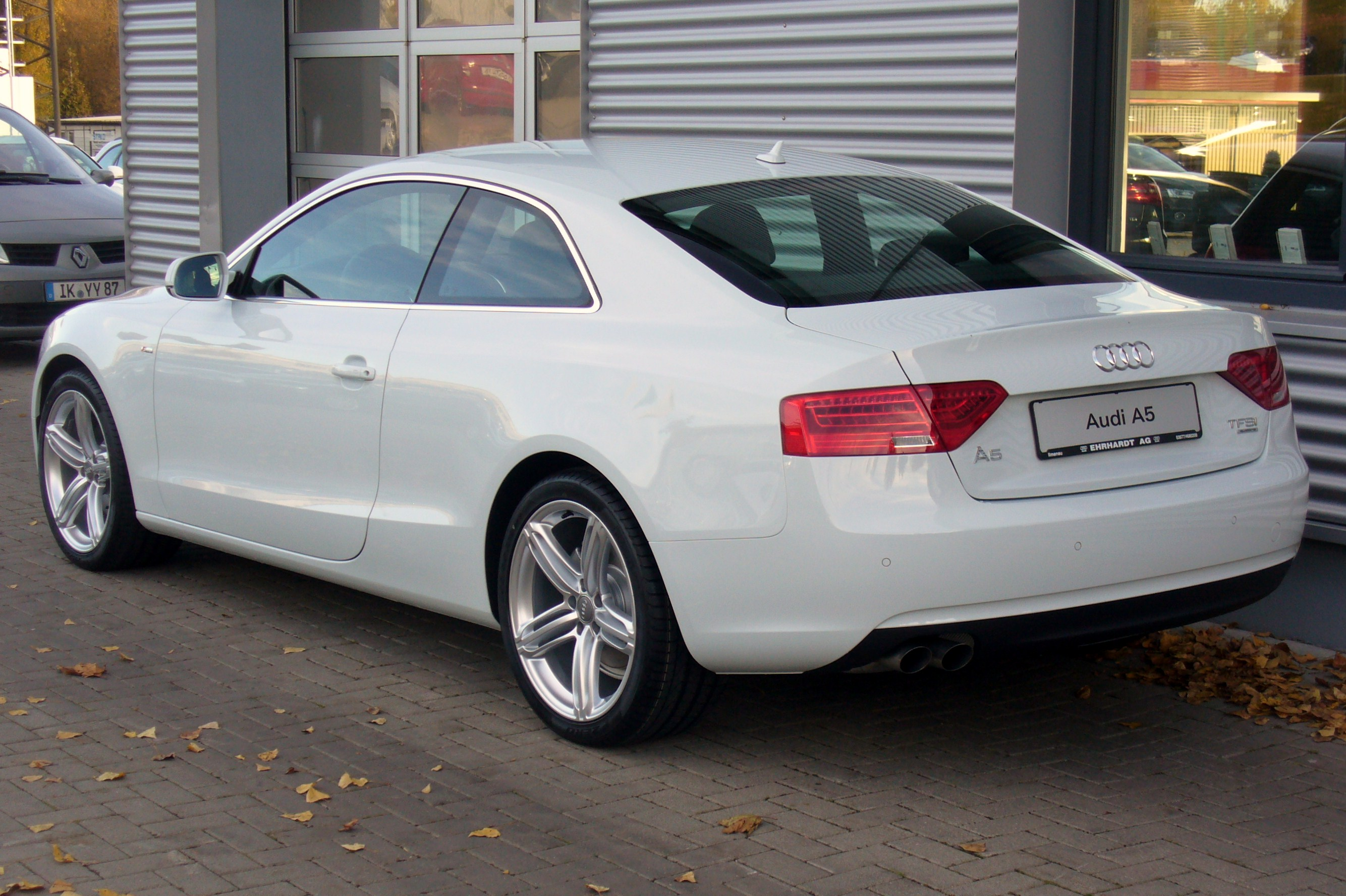
A5 クーペ（後期型）
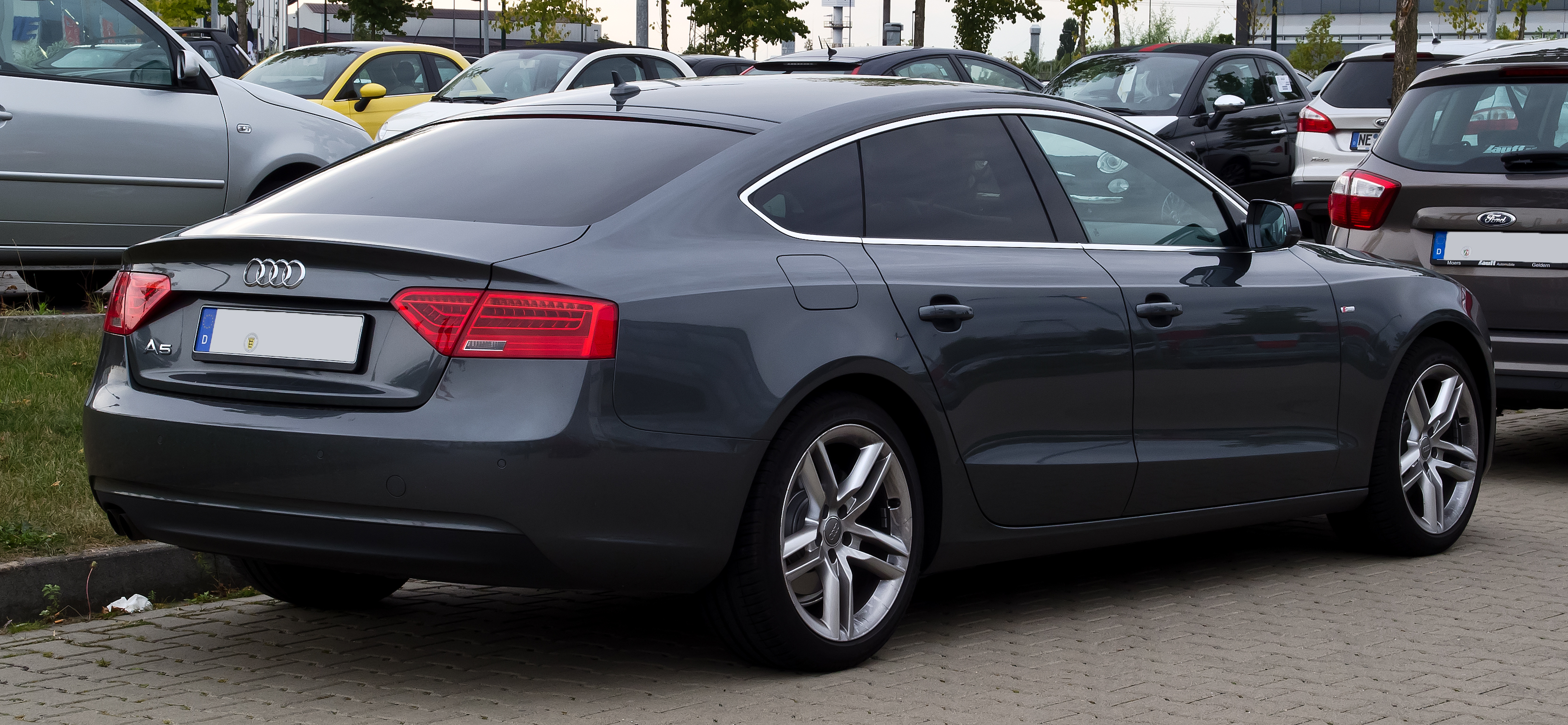
A5 スポーツバック（後期型）
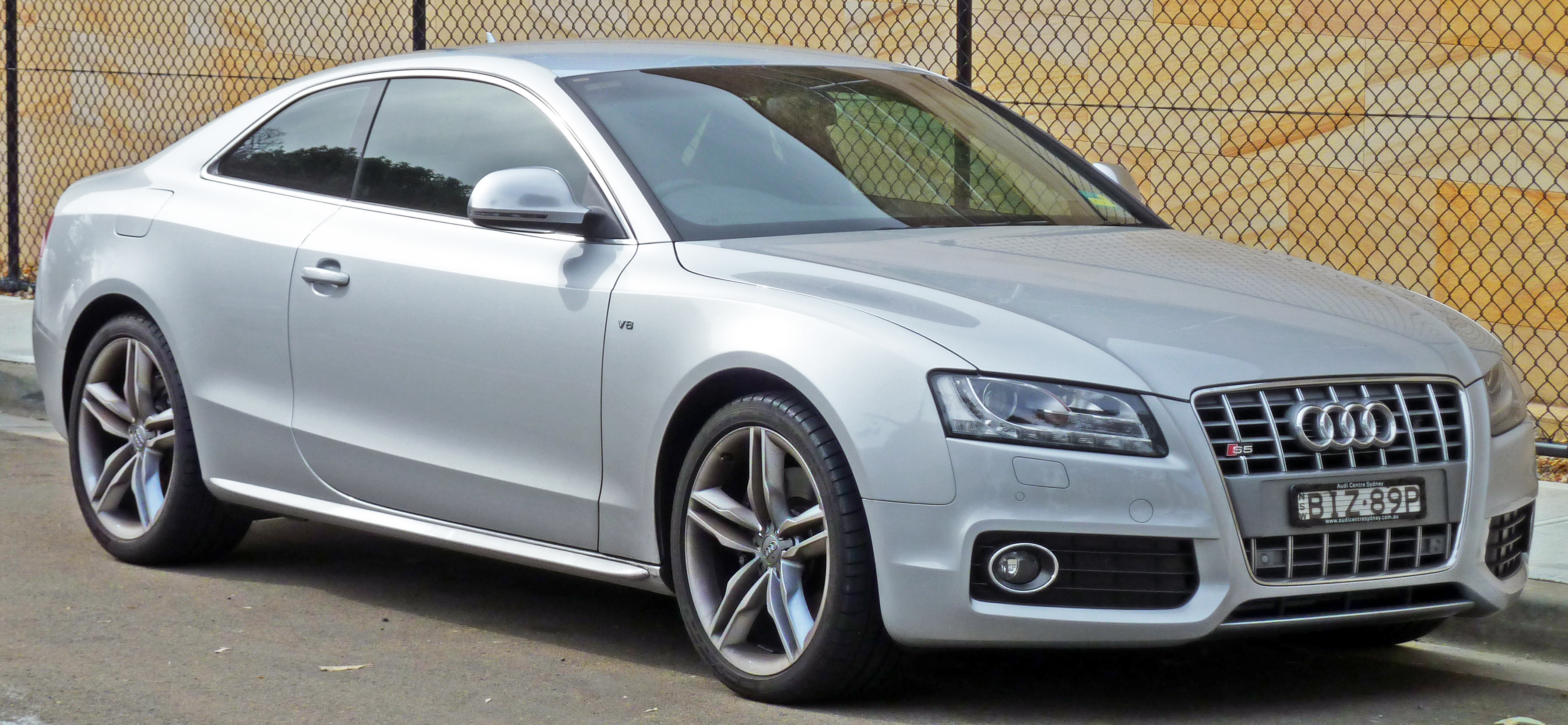
S5 クーペ（前期型）
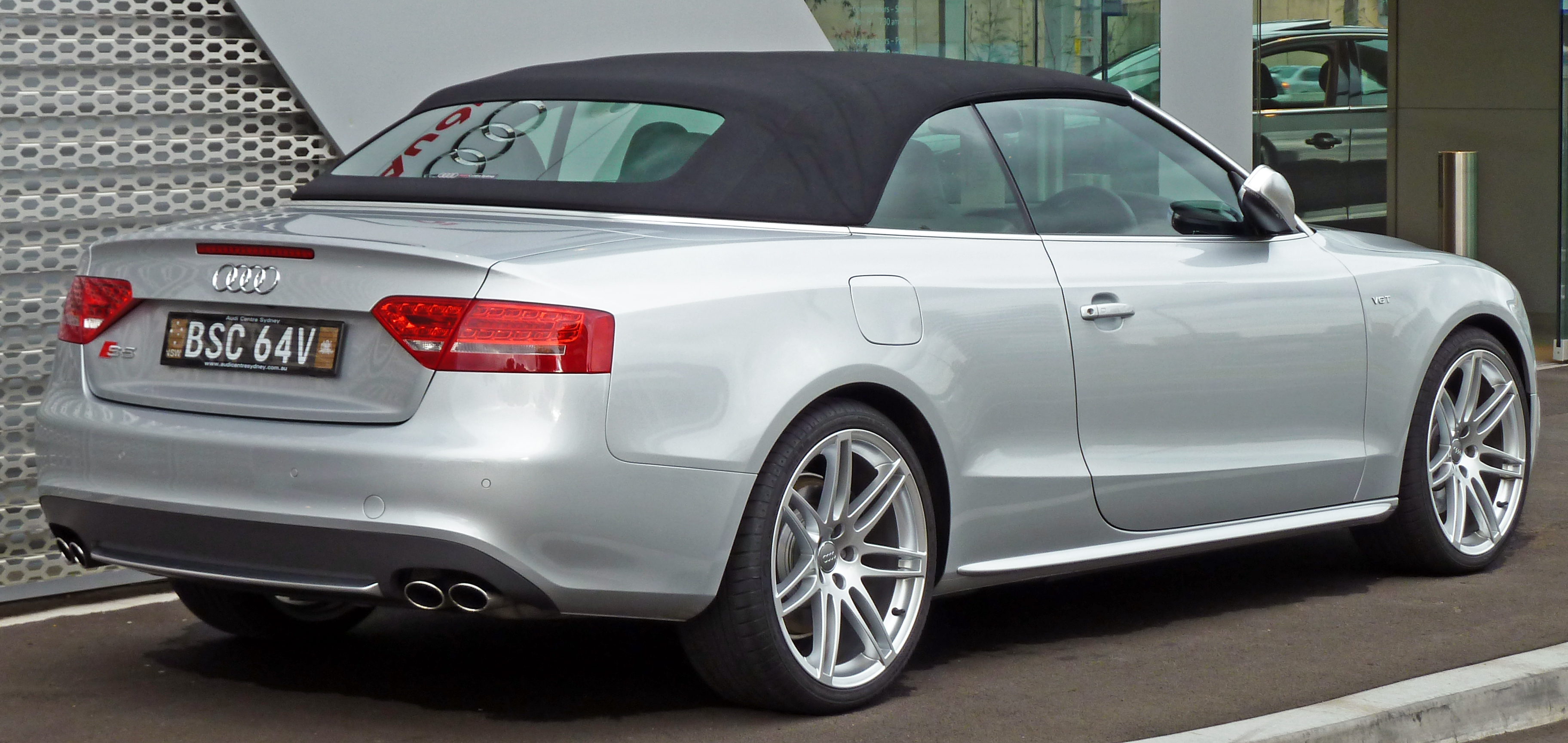
S5 カブリオレ（前期型）
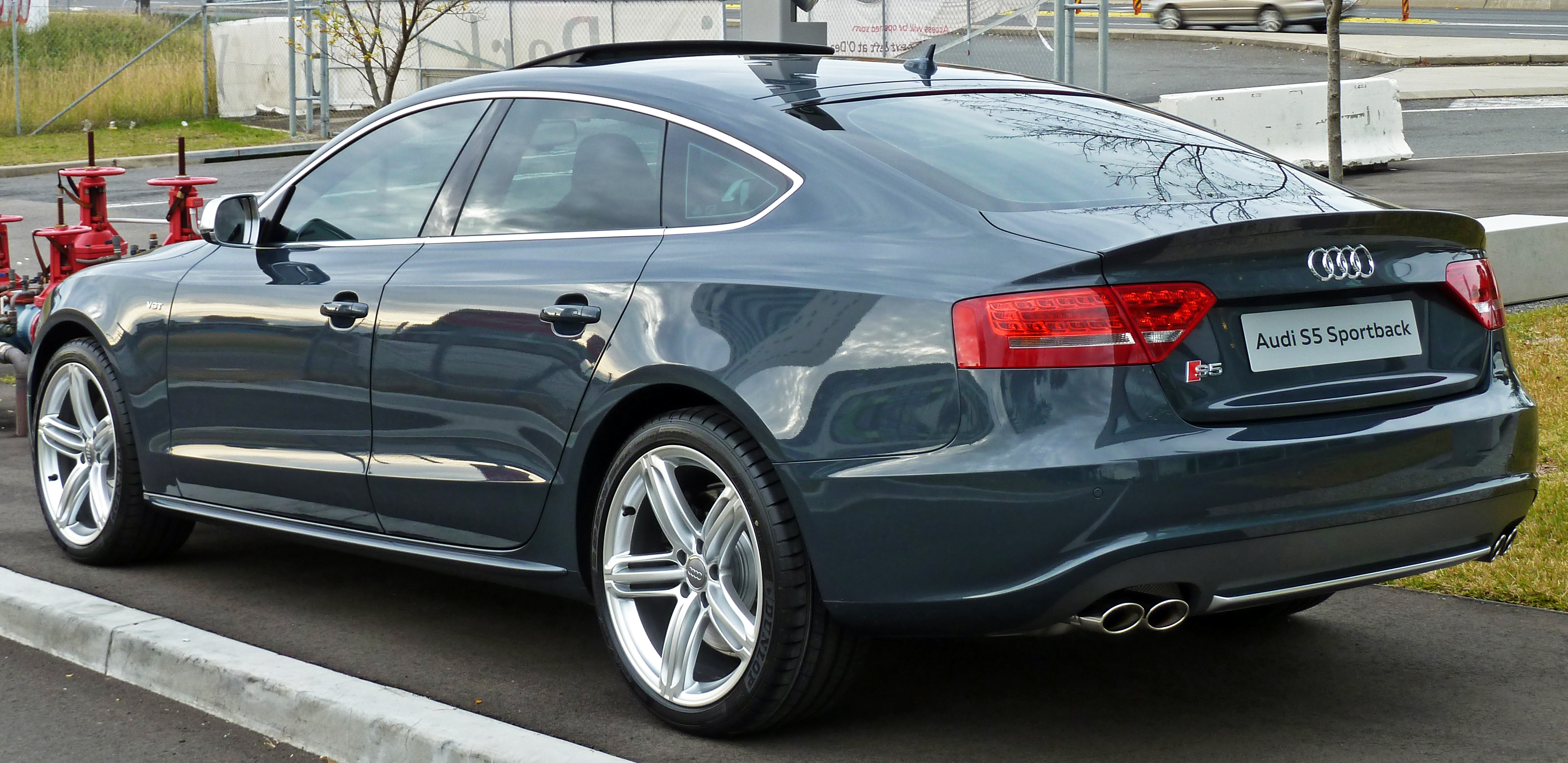
S5 スポーツバック（前期型）
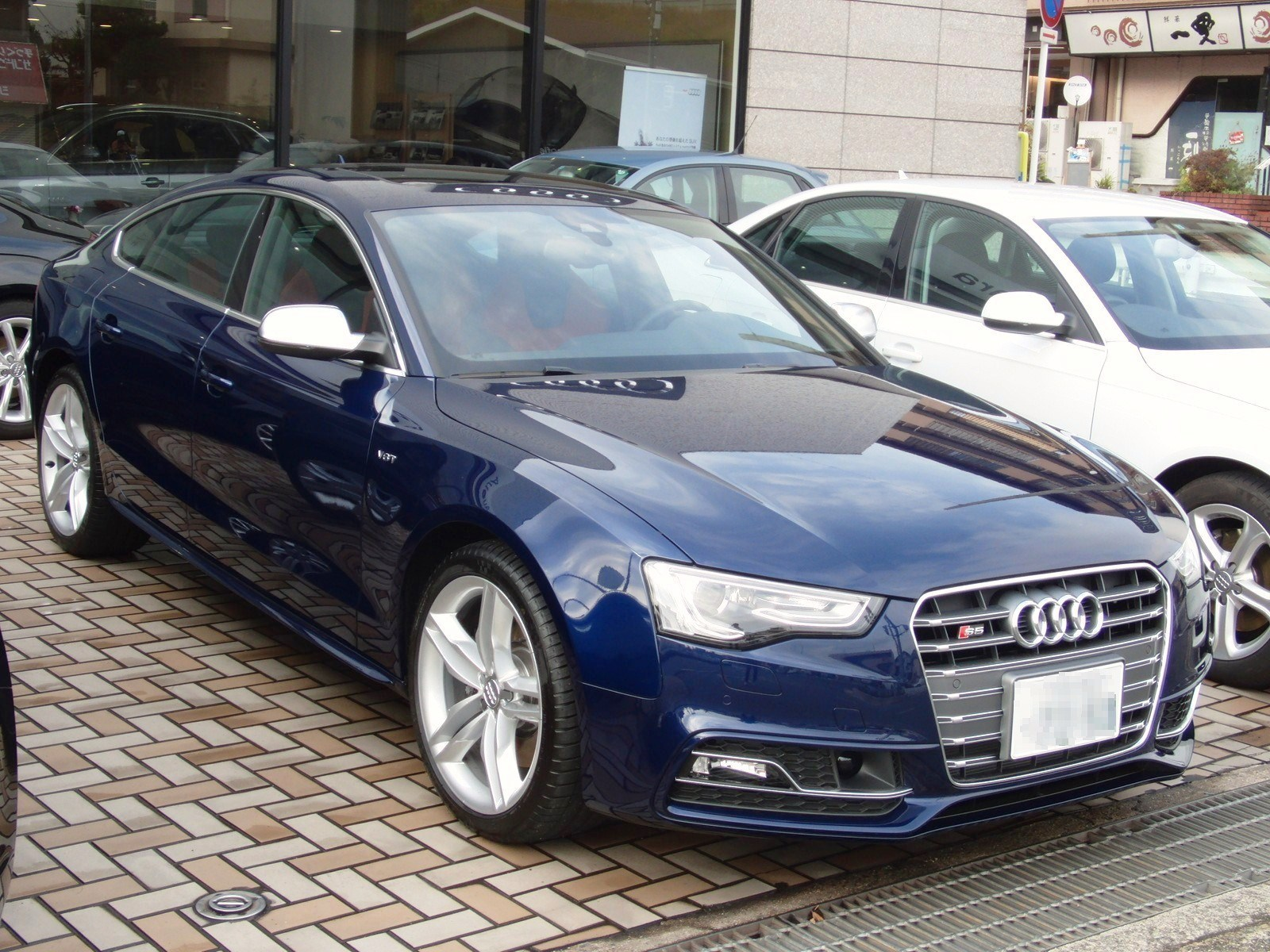
S5 スポーツバック（後期型）

## 2代目（2016年 - 2025年）F5系
2016年6月2日、ドイツにて2ドアクーペ「A5 クーペ」を初公開。
「スポーツ」トリムラインでは、グリルのベースカラーがトワイライトグレーとなり、そこにマットアルミニウムシルバーの水平バーが配されるデザインになる。「デザイン」トリムラインでは、エレガントなダークチタニウムブラックとクロームの水平バーの組み合わせとなる。サイドエアインテークには大胆な縁取りが施され、オプションのS lineエクステリアパッケージを選択するとそこにハニカムグリルが装着され、さらにマットアルミニウムシルバーの水平トリムバーがフロントエンド全体を横断する。
マトリクスLED仕様も用意されたヘッドライトは階段状のグラフィックが印象的で、ファイバーオプティクスにより映し出されるシャープなエッジがそれぞれ補助ライトとターンシグナルとしての機能を果たしている。3次元デザインのテールライトは、標準でLEDテクノロジーが採用され、ブレーキライトの上方にはダイナミックターンシグナルが備わる。
アウディ独自のMMIコントロールユニットに加え、12.3インチの高輝度液晶モニターを用いたフルデジタルの多機能ディスプレイシステムである「アウディバーチャルコックピット」を新たに設定した。インターネットへの常時接続を可能にしたAudi connectに加えて、複数社のスマートフォンとの接続ができるAudiスマートフォンインターフェイスにより、コネクティビティも強化された。
アダプティブクルーズコントロール（ACC）に新たに加えられた機能「トラフィックジャムアシスト」はアクセル、ブレーキに加え、状況に応じてステアリング操作にまで介入するようになった。ほかにも、ターンアシスト、パークアシスト、クロストラフィックアシストリヤ、エグジットワーニング、カメラからの情報をもとにした道路標識認識システム、アウディアクティブレーンアシスト、アウディサイドアシストといったシステムが用意されている。
フロントサスペンションは設計が見直された5リンク式で、リヤサスペンションも従来のトラペゾイダルリンクに代わり、5リンク式が採用された。電動パワーステアリングも新しくなったほか、車速及びステアリング切り角に応じてギアレシオが変化するダイナミックステアリングも設定される。
欧州仕様のラインアップは、ガソリンターボが2種類、ディーゼルターボが3種類となる。トランスミッションは新開発の7速DCT（Sトロニック）のほか、6速MTと8速AT（ティプトロニック）が用意される。車両重量は先代比で60kg軽量化された。
併せて、高性能モデル「S5 クーペ」を初公開。車両重量は1,680kgで、従来型より70kg軽量化された。全面的に再設計された3.0L（2,995cc） V型6気筒DOHCターボを搭載し、クワトロシステムを組み合わせる。従来の機械式スーパーチャージャーに代えて、ツインスクロールタイプのターボチャージャーを採用した。
同年9月7日、欧州にて、5ドアファストバック「A5 スポーツバック」を発表。大型のリアゲートを備えたモデルである。今回から後席が3人掛けとなり、乗車定員が5名となった。先代と比して室内長は17mm、前席のショルダールームは11mm、後席のニールームは24mm拡大された。水平基調のインストゥルメントパネルには、30色から選べるアンビエントライティングも装着可能である。トランク容量は480ℓで、電動リアゲートにはセンサーコントロールで自動開閉するシステムも選択できる。
併せて、高性能モデル「S5 スポーツバック」を発表。パワートレインは、S5 クーペと同様である。
同年11月4日、欧州にてオープンカー「A5 カブリオレ」を発表。ワンタッチで開閉ができるソフトトップが採用された。ボディ剛性が向上されたほか、安全面も強化されている。併せて、カブリオレの高性能モデル「S5 カブリオレ」を発表。パワートレインはS5 クーペ/スポーツバックと同様である。
2017年3月7日、ジュネーブモーターショーでCNG（天然ガス）仕様車「A5 スポーツバック g-tron」を初公開。2.0L 直列4気筒DOHCターボ「TFSI」を搭載し、CNGモードで約500km、ガソリンと合わせると合計で約950kmの航続性能を実現している。同年8月18日に受注が開始された。
2019年4月17日、欧州にて「S5 クーペ TDI」「S5 スポーツバック TDI」が発表された。従来は、ガソリンエンジンが搭載されていたが、欧州仕様は今回の改良でディーゼルに改められた。最高出力347hp、最大トルク71.4kgmを発揮する3.0L V型6気筒DOHCターボディーゼル「TDI」を搭載し、電動コンプレッサーも併用される。さらに48Vマイルドハイブリッド（MHEV）が採用され、実走行100kmあたり最大0.4Lの燃料が節約できる。
同年9月6日、大幅改良（フェイスリフト）を実施。内外装のデザインを大幅にアップデートした。インテリアには、最新のインフォテインメントシステム"MIB3"を初採用。10.1インチに拡大されたセンタースクリーンはタッチパネル式となり、操作性の向上を図るとともに、よりシンプルでクリーンなコックピットデザインを実現した。さらに、一部モデルには、新たにベルト駆動式のオルタネータースターター（BAS）と12V MHEVを搭載した。これによりエネルギー回生効率を高め、コースティング（惰力走行）時にエンジンを完全停止するなど、燃料消費量を抑制する。外装色にはディストリクトグリーンメタリック、S line / S5専用色としてクワンタムグレーとターボブルーを新設定した。

### 日本での販売
2017年4月4日、A5の3モデル（クーペ/スポーツバック/カブリオレ）を同時発表。グレードは、全車に「2.0 TFSI クワトロ スポーツ」が設定されるほか、スポーツバックには、日本初導入のFF車となる「2.0 TFSI」「2.0 TFSI スポーツ」もラインアップされる。全車右ハンドルのみの設定で、新開発の「2.0 TFSI」エンジンに7速DCTを組み合わせる。ただし、FFと4WDでエンジンの出力は異なる。アウディ プレセンスシティを標準装備としたほか、マトリクスLEDヘッドライトや12.3インチのアウディ バーチャルコックピットもオプションで用意される。
同時に、S5の3モデル（クーペ/スポーツバック/カブリオレ）を発表。全車に左/右ハンドルの設定があり、新開発の「3.0 TFSI」に8速ATを組み合わせる。Sモデル専用にチューンされたダンピングコントロール機能付きのスポーツサスペンション、19インチホイール&強化ブレーキを標準装備としたほか、リヤのスポーツディファレンシャルもオプションで用意される。
同年7月26日、スポーツバックに前述のFF車が追加された。自動車取得税が20%、自動車重量税が25％減税されるエコカー減税対象車となる。
2018年11月13日、仕様変更。グレード名称が変更されるとともに、機能装備が強化された。A5/S5 スポーツバックは同日、A5/S5 クーペ及びA5/S5 カブリオレは12月中旬から販売が開始される。従来のグレード名「2.0 TFSI」が「40 TFSI」に、「2.0 TFSI クワトロ」が「45 TFSI クワトロ」にそれぞれ改められた。装備面では、A5の「40 TFSI スポーツ」「45 TFSI クワトロ スポーツ」全車にシートメモリー機能（ドライバーサイド）およびエクステリアミラーメモリー機能を標準装備とした。また、S5全車にバーチャルコックピットを標準装備とした。加えて、カブリオレ全車にエアスカーフ（ネックヒーター）を標準装備とした。なお、S5 スポーツバックは左ハンドルの設定が廃止され、右ハンドルのみの設定となった。
2019年5月、A5/S5 カブリオレが販売終了（公式発表なし）。クーペ/スポーツバックのみの設定となった。
2021年1月7日、A5/S5の全車がマイナーチェンジ。A5では新たなグレード構成を、advanced / S lineとした。advancedは、従来のS lineよりもさらにスポーティな位置づけとされ、大型のフロントブレードレートやマトリクスLEDヘッドライトを標準装備する。また、新しいS lineには力強いRS5のデザイン要素が盛り込まれた。加えて、全グレードを対象にレーザーライトパッケージをオプション設定した。S line / S5には、ブラックグラスルックコンソールパネルと、アーティフィシャルレザー（センターコンソール/ドアアームレスト）を新採用している。パワートレインも刷新され、日本初導入のディーゼル車が登場した。2.0L 直列4気筒DOHCディーゼルターボに7速DCTを組み合わせる「35 TDI」「40 TDI クワトロ」の2種類が用意される。なお、「35 TDI」と「45 TFSI クワトロ」には、12V MHEV が搭載される。また、S5 スポーツバックに左ハンドルが再設定された。
2024年5月23日、A5 スポーツバックに、特別仕様車「Meisterstück（マイスターシュトュック）」を追加設定。Meisterstückは、advancedの装備をさらに充実させてスタイリッシュに、S line Meisterstückは、S lineをさらにスポーティでエレガントな仕上がりにしたものである。

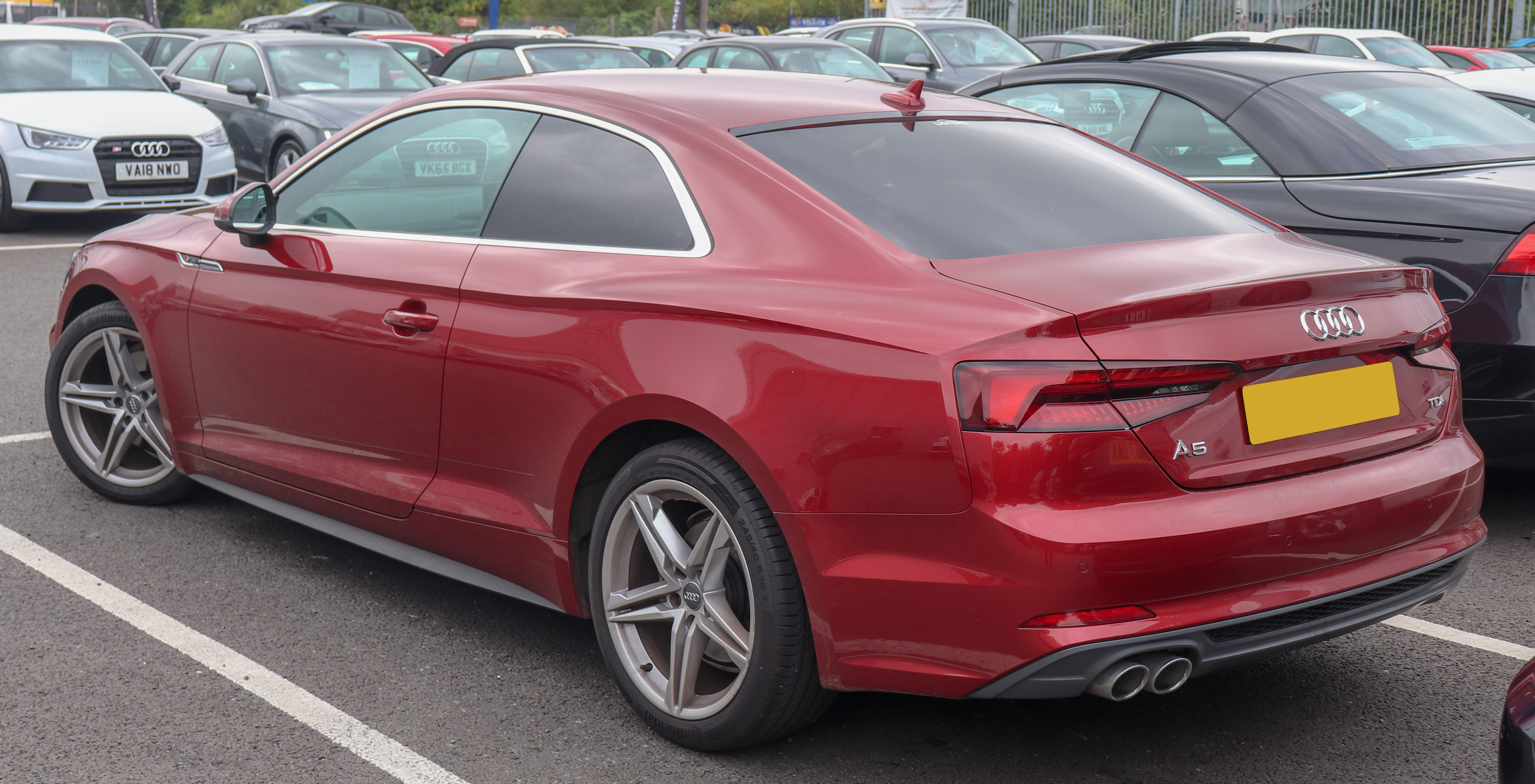
A5 クーペ（前期型）
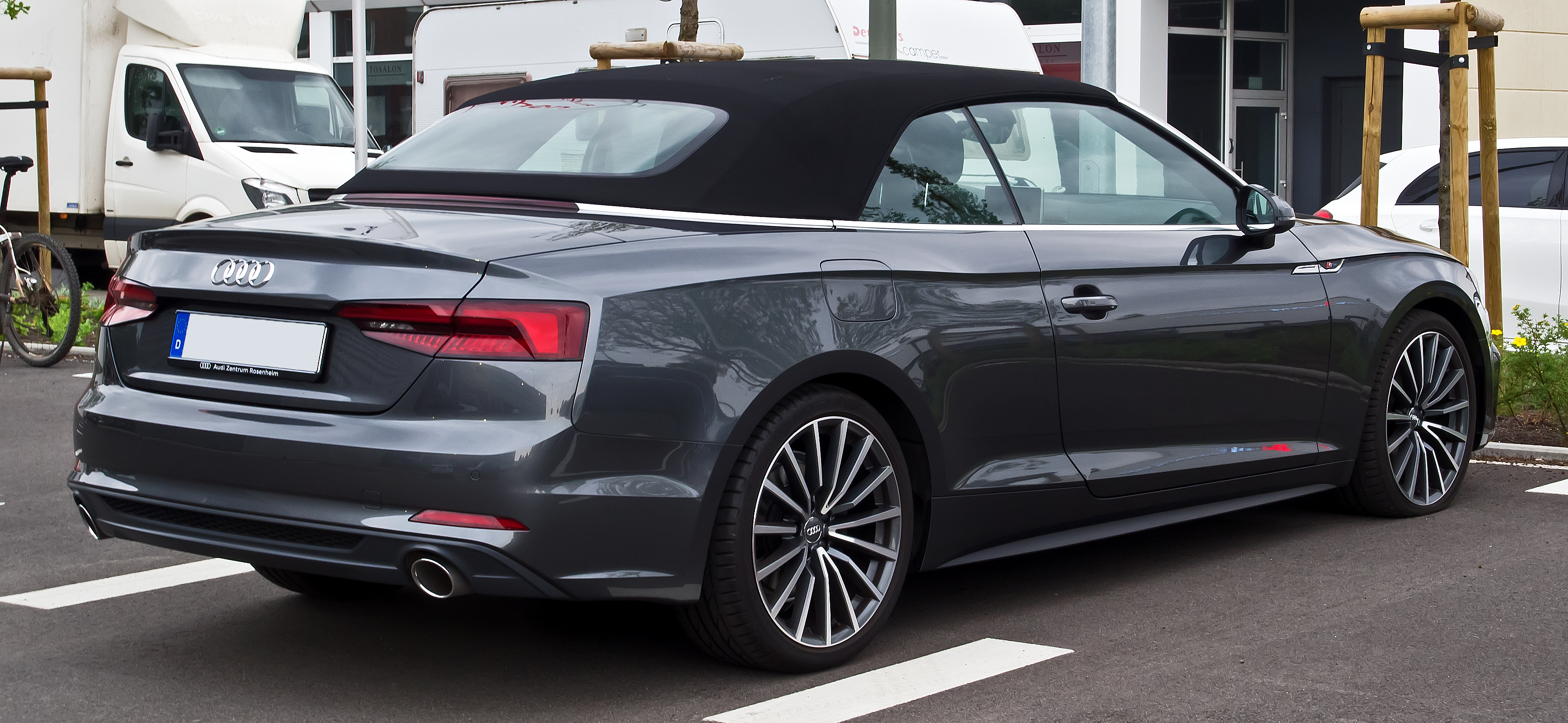
A5 カブリオレ（前期型）
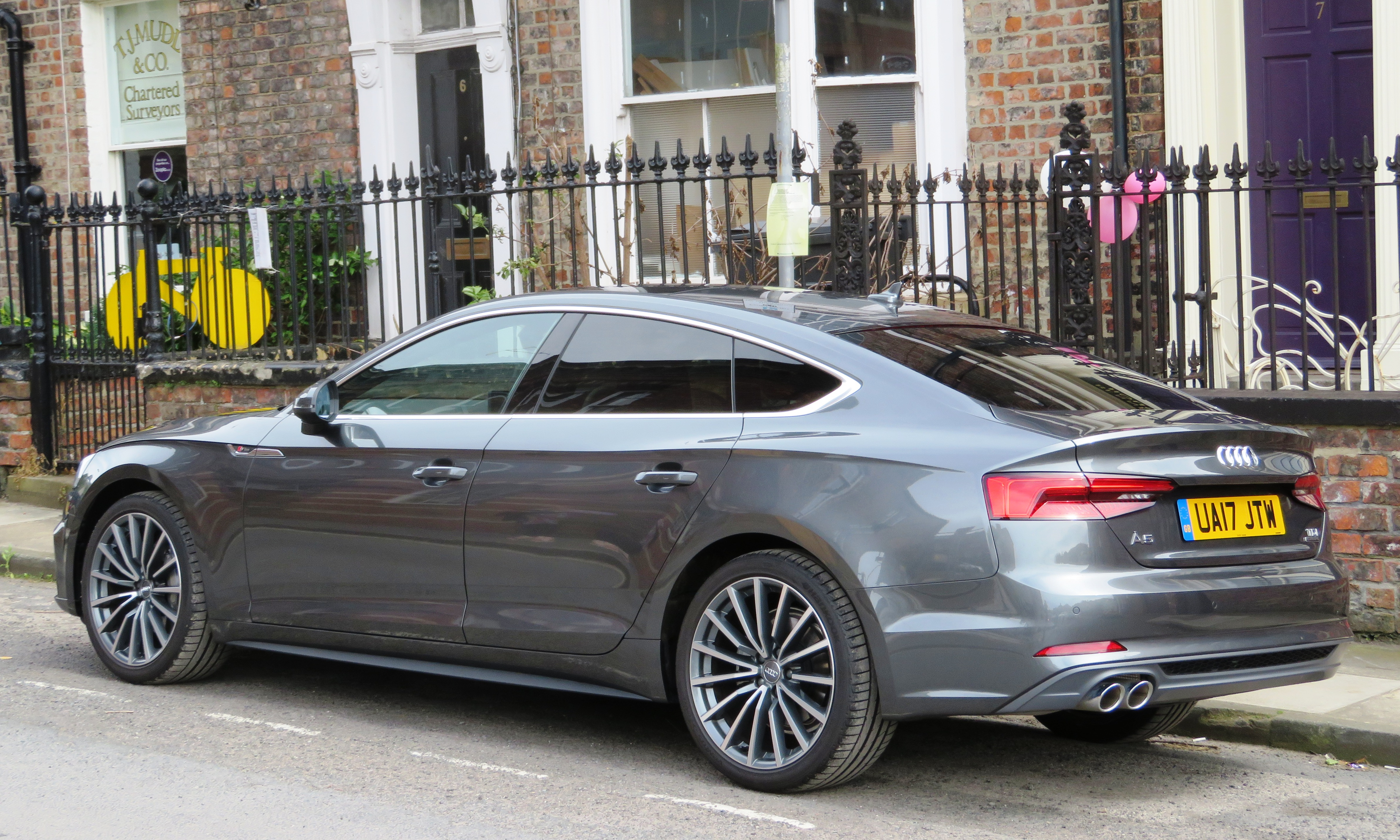
A5 スポーツバック（前期型）
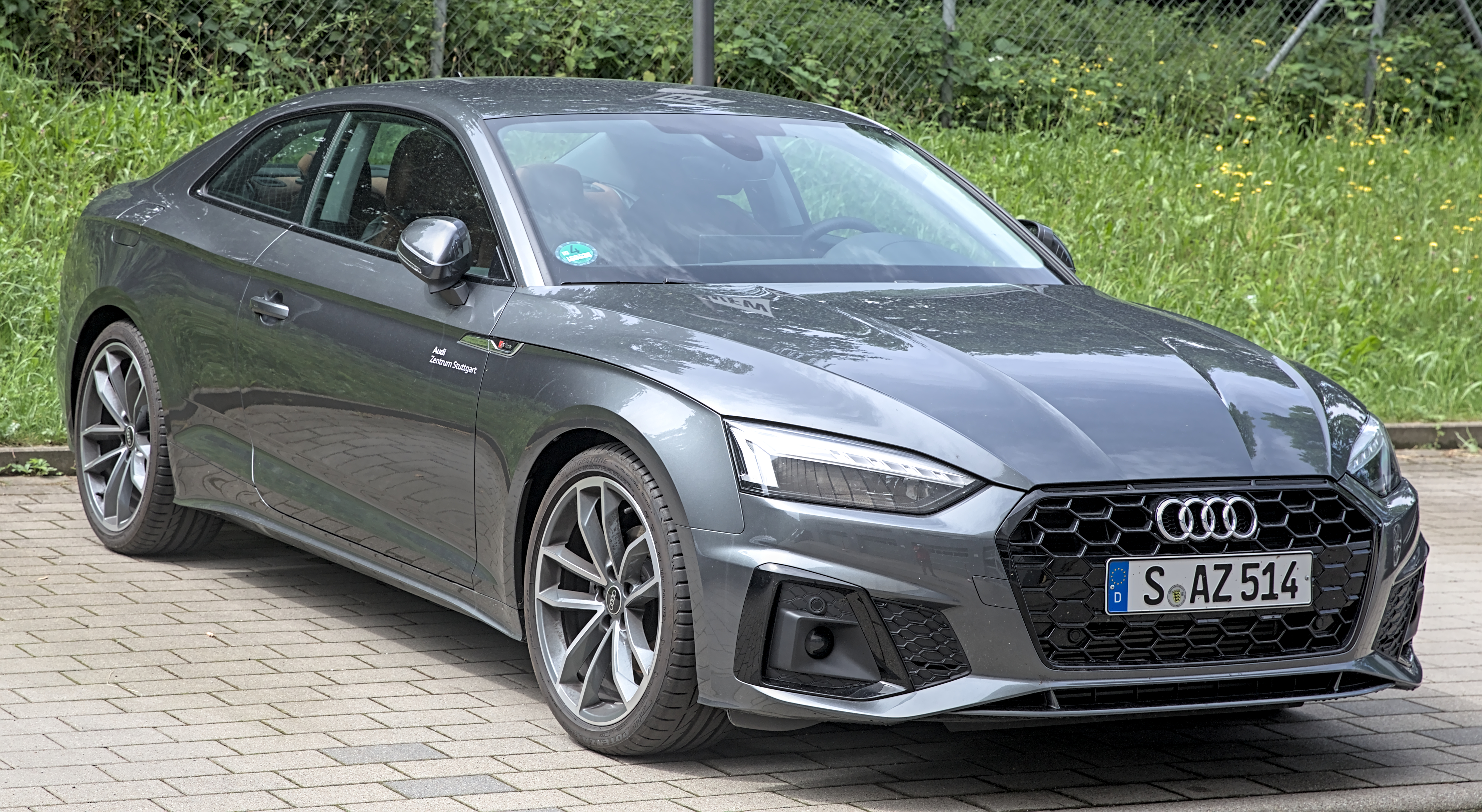
A5 クーペ（後期型）
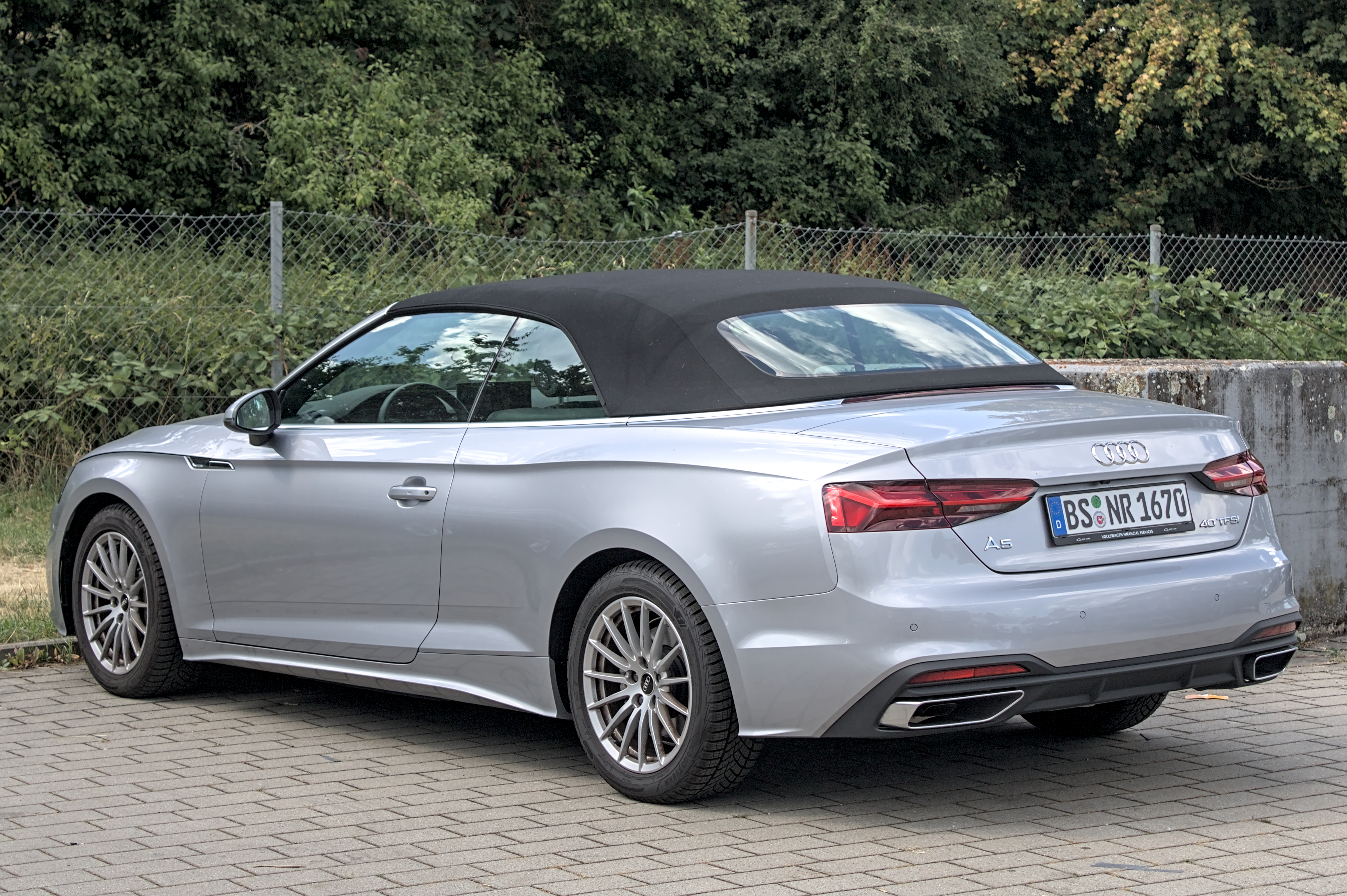
A5 カブリオレ（後期型）
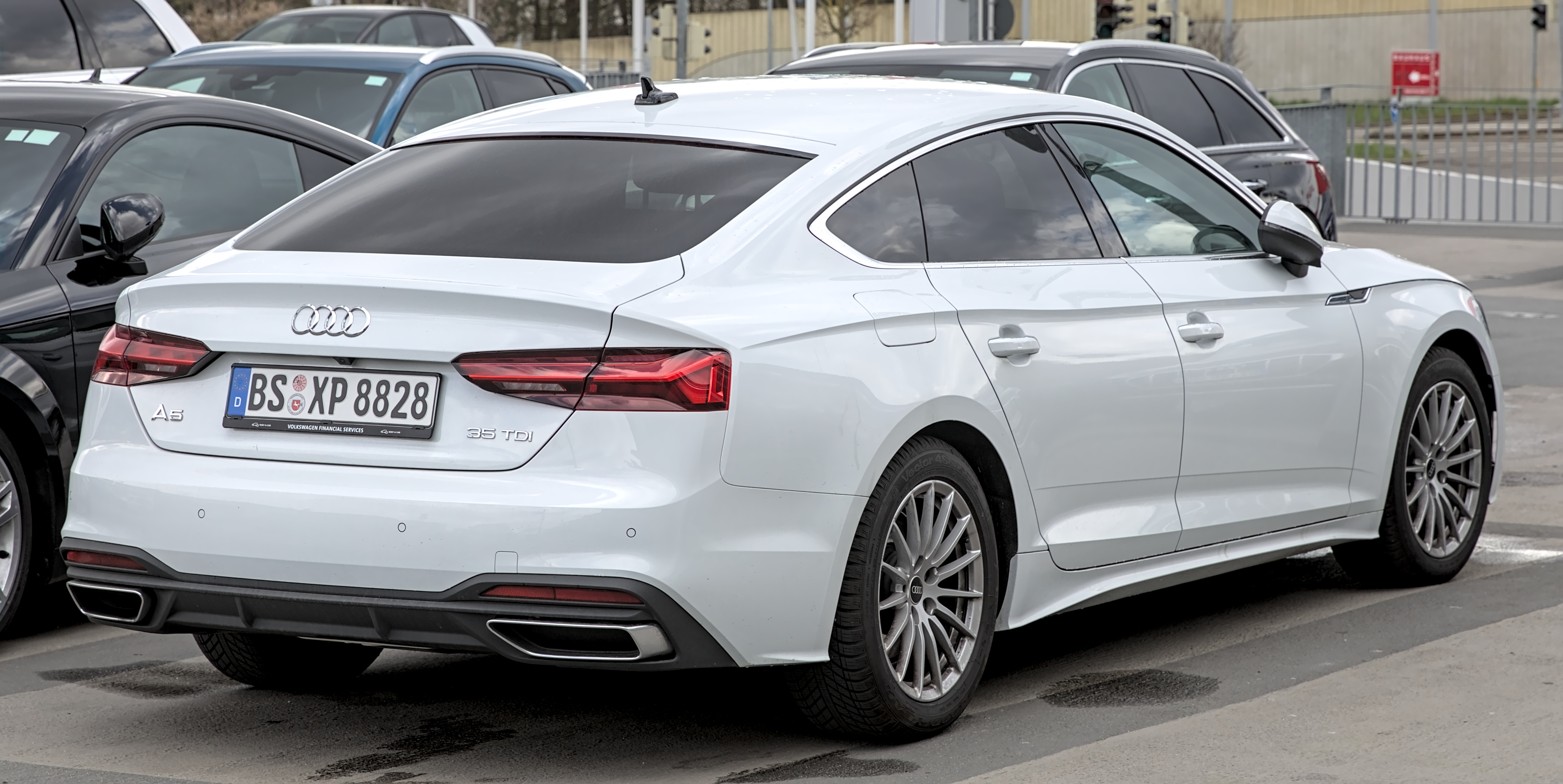
A5 スポーツバック（後期型）
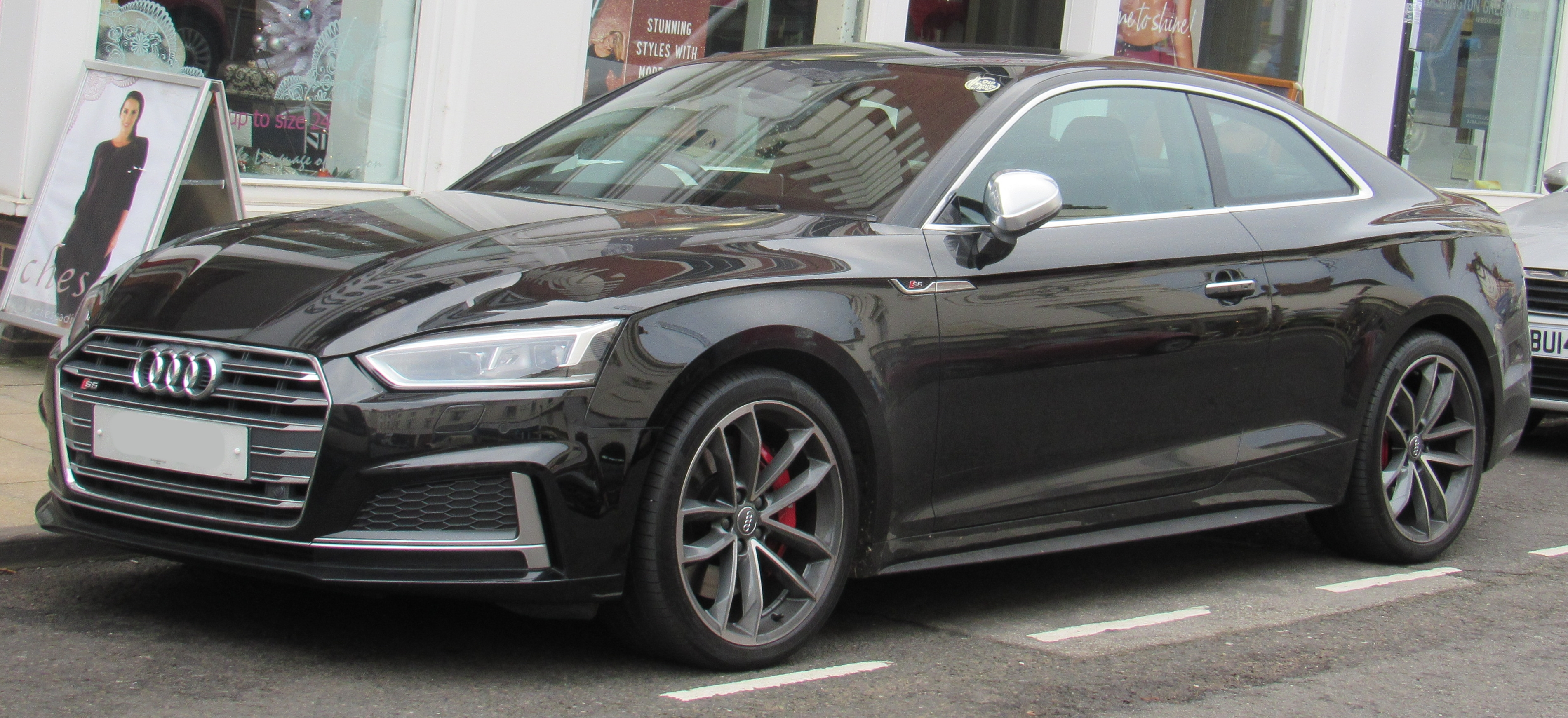
S5 クーペ（前期型）
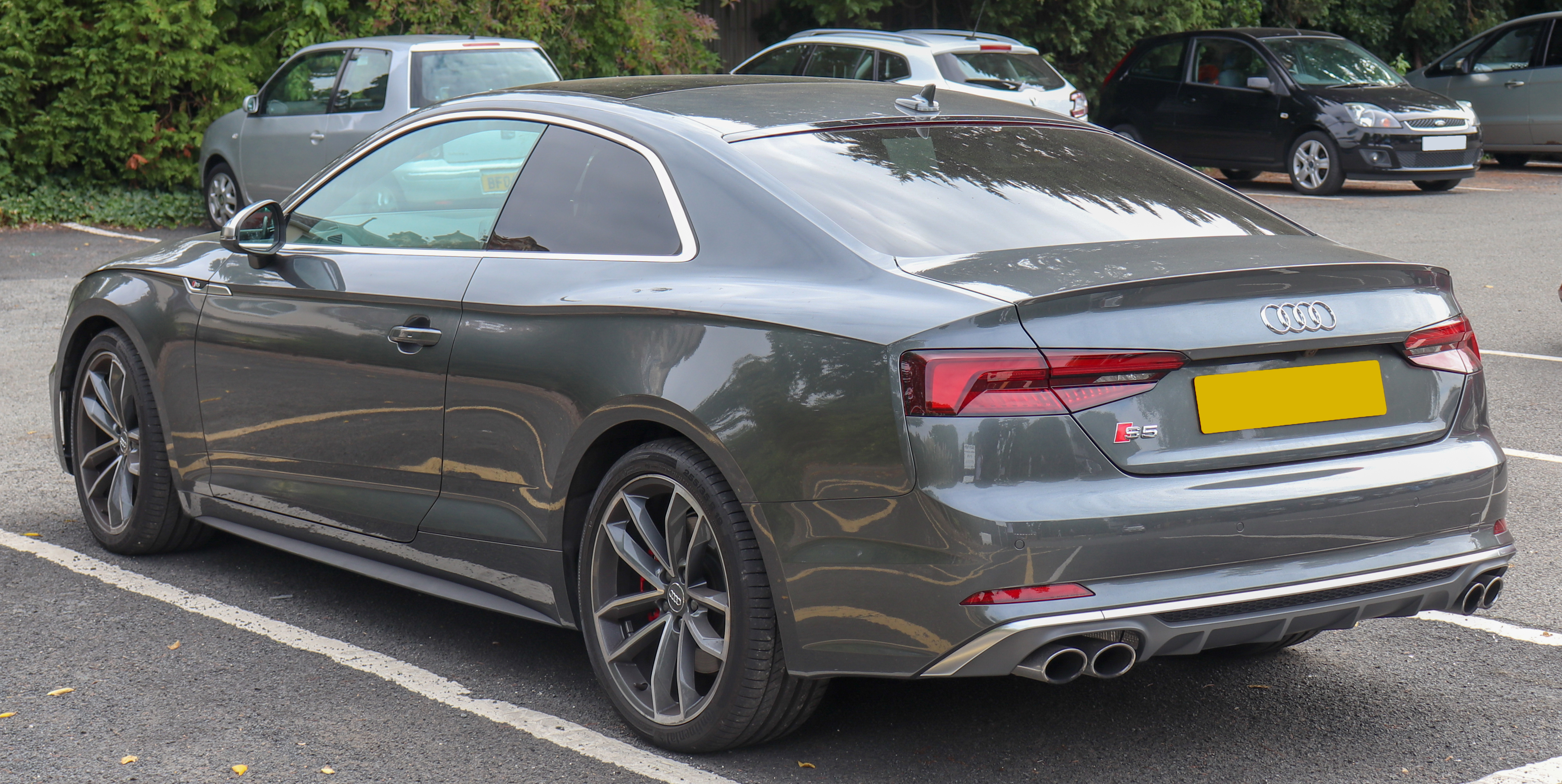
S5 クーペ（前期型）
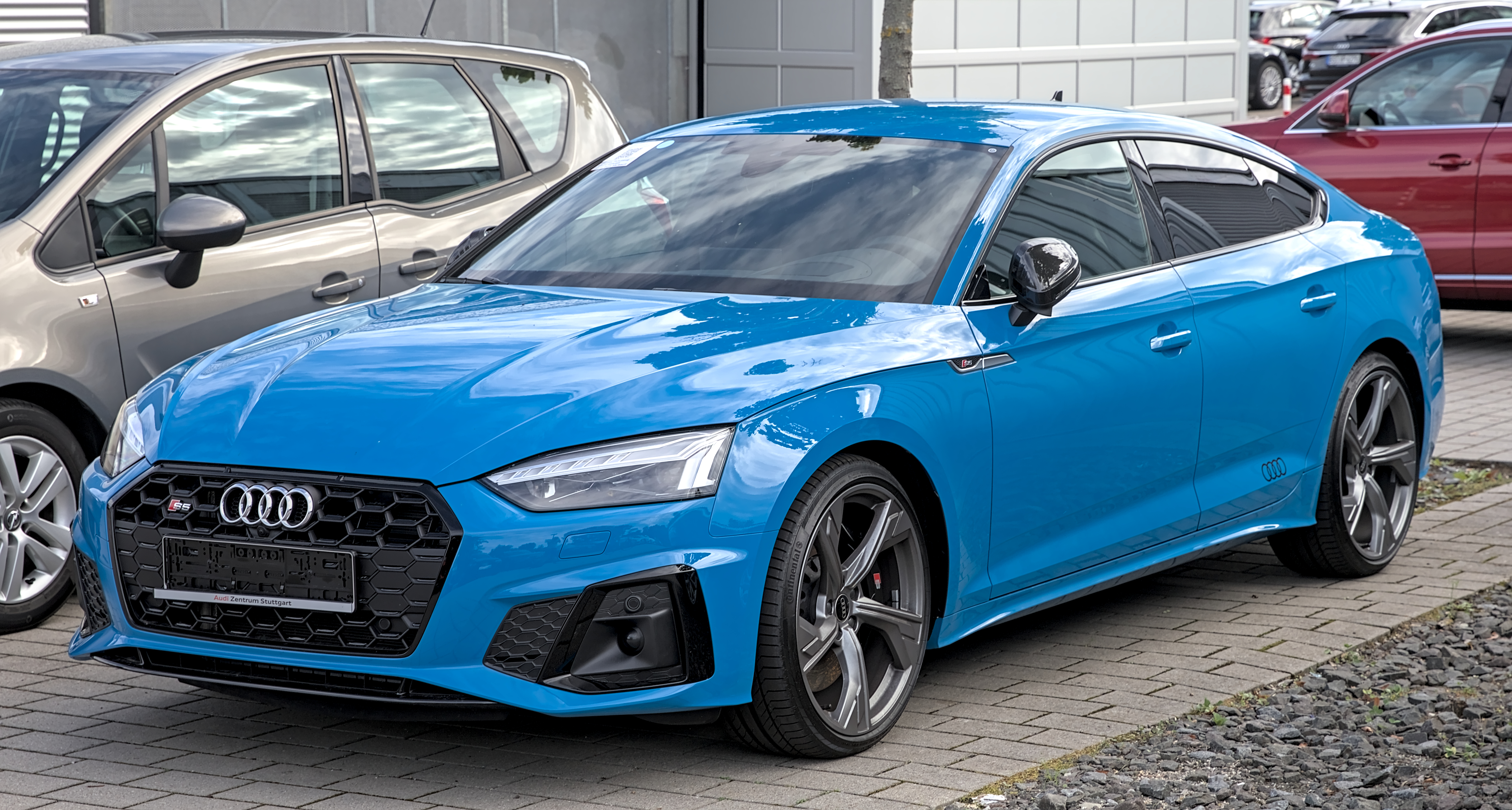
S5 スポーツバック（後期型）
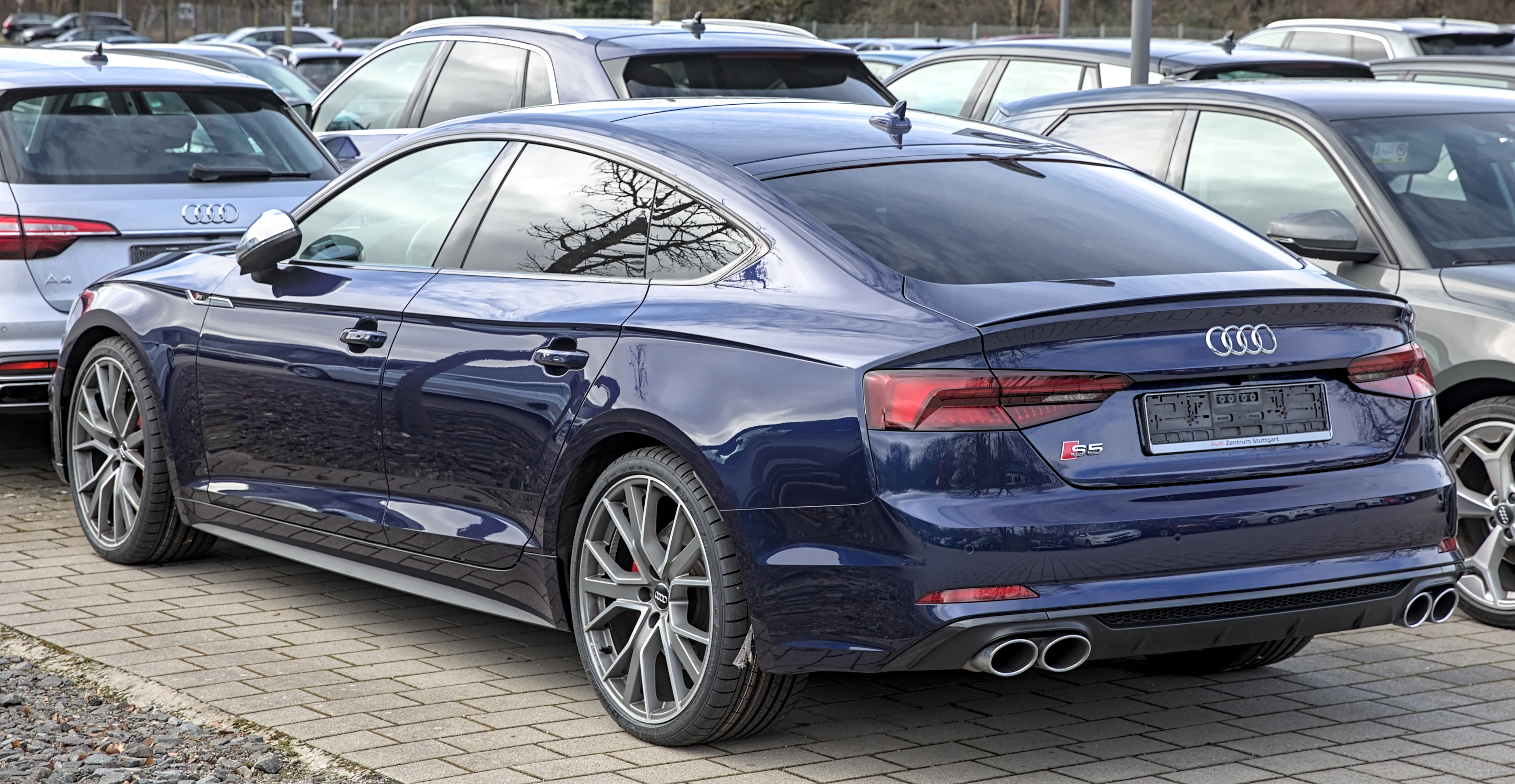
S5 スポーツバック（後期型）

## 3代目（2024年 - ）B10系
2024年7月16日、ワールドプレミアされた。同年11月より、欧州市場で販売を開始。ドイツ・ネッカーズルムで生産される。
車名の命名規則が変更され、今後は偶数が電動モデルを、奇数が内燃エンジン搭載モデルを表すことになった（のちにこの規則は廃止された）。これに伴い、従来のA4はA5に改称されるとともに、A4セダンがA5セダンと改名される形でスポーツバックが廃止された。それに加えてクーペおよびカブリオレも廃止された。
プレミアムプラットフォームコンバッション（PPC）を採用する初の車種となる。前後のホイールのショルダー部分から力強く突き出たブリスターは、Audi Ur-quattro（ウア クワトロ：初代quattro）を彷彿させる重要な要素となっている。
オプションのアダプティブダンパー付きサスペンションを選択した場合、快適性とスポーティさを両立した設定が可能となる。ステアリングは従来通りプログレッシブステアリングを採用するが、さらに精度が向上した。本モデルに初採用される「スマートパノラマガラスルーフ」は、ポリマー分散液晶（PDLC）フィルムを用いた技術により、直接の日光を最小限に抑え、車内温度の上昇を抑制する。
フロントにはLED技術を用いた「デジタルデイタイムランニングライト」を、リヤには第2世代の「デジタルOLEDリヤライト」を装着。各デジタルOLEDパネルには約60のセグメントがあるため、車両間通信も可能になり、新しいコミュニケーションライト等によって道路上の安全性向上に貢献する。立体的にデザインされたヘッドライトとリヤライトは、オプションでデジタルライトシグネチャーが設定される。
E3 電子アーキテクチャーバージョン1.2により、パーソナルなコネクティビティが可能となった。スリムで独立したAudi MMIパノラマディスプレイは曲線的なデザインで、OLED技術を使用している。これは、11.9インチのスクリーンによるAudiバーチャルコックピットプラスと、14.5インチのMMIタッチディスプレイで構成される。さらに、10.9インチのMMIパッセンジャーディスプレイをA5にオプション設定、S5に標準設定する。
ガソリン車に搭載される2.0L 直列4気筒エンジンは、可変タービンジオメトリー（VTG）付きのターボチャージャーを装備し、極めて燃費効率の良い改良型燃焼プロセスを採用した。VTGにより、ガソリンエンジンでも低回転域でトルクの一貫した俊敏な立ち上がりが可能となる。ディーゼル車に搭載される2.0L 直列4気筒エンジンは先代からのキャリーオーバーである。両者ともFFおよび4WDが選択できる。トランスミッションは、全車に7速Sトロニック（DCT）が搭載される。48V MHEV plusシステム搭載車では、スムーズなエンジン始動や、CO2排出量の削減を実現するのみならず、摩擦ブレーキを使用せずに回生ブレーキのみで減速させることが可能となった。
高性能モデル「S5」に搭載される3.0L V型6気筒エンジンは、VTG付きターボチャージャーと48V MHEV plusシステムを備える。改良されたSトロニックはより高いトルクに対応できるよう設計された。トルクベクタリングを備えたquattroスポーツディファレンシャルの標準装備化と、調整可能な全輪駆動クラッチとの組み合わせにより、横方向のダイナミクスがさらに向上している。

### 日本での販売
2025年2月17日、A5の2モデル（セダン/アバント）を同時発表。グレードは両車共通で「TFSI 110kW」「TFSI quattro 150kW」「TDI quattro 150kW」の3種類がラインアップされる（TDIは遅れて発売予定）。全車右ハンドルのみの設定で、「2.0 TFSI」もしくは「2.0 TDI」エンジンに7速DCTを組み合わせる。
併せて、世界的な発売を記念して作られたグローバル限定車「edition one」を、2タイプ合計150台に設定した。ダーク Audi rings & ブラックスタイリングパッケージ、ライティングパッケージ、テクノロジーパッケージプロを装備する「TFSI quattro 150kW」のS lineをベースに、マグネシウムグレーがアクセントになるフロントエアインレットと、ディフューザートリム、3色の色分けが施された20インチブラックメタリック&マットネオジムゴールド ポリッシュトのAudi Sport製マルチスポーク Sデザインアルミホイールを特別装備する。
同時に、S5の2モデル（セダン/アバント）を発表。全車右ハンドルのみの設定で、「3.0 TFSI」エンジンに7速DCTを組み合わせる。トルクベクタリングを備えたリヤスポーツディファレンシャルと19インチアルミホイールを標準装備する。
2025年6月24日、事前のアナウンス通り、A5の2モデルに「TDI quattro 150kW」を追加設定。「2.0 TFSI」には設定のない、48V MHEV plusシステムを搭載する。併せて、TDIの日本導入を記念して作られた限定車「TDI edition one」を、2タイプ合計260台に設定した。装備内容は前述の「edition one」に準ずる。